# Johnny McDowell
John Maxwell McDowell, detto Johnny (Delavan, 29 gennaio 1915 – Milwaukee, 8 giugno 1952), è stato un pilota automobilistico statunitense.

## Carriera
Prese parte a quattro 500 Miglia di Indianapolis dal 1949 al 1952. Morì durante le prove del Milwaukee Mile 1952 una settimana dopo aver corso ad Indy.
Tra il 1950 e il 1960 la 500 Miglia di Indianapolis faceva parte del Campionato mondiale di Formula 1, per questo motivo McDowell ha all'attivo anche 3 Gran Premi in F1.
McDowell è stato sepolto presso il cimitero-mausoleo di Mountain View ad Altadena, California.

## Risultati in Formula 1
| 1950 | Scuderia             | Vettura      |  |  |    |  |  |  |  |  | Punti | Pos. |
| ---- | -------------------- | ------------ |  |  | -- |  |  |  |  |  | ----- | ---- |
| 1950 | Peter Wales Trucking | Kurtis Kraft |  |  | 18 |  |  |  |  |  | 0     |      |

| 1951 | Scuderia                  | Vettura       |  |     |  |  |  |  |  |  | Punti | Pos. |
| ---- | ------------------------- | ------------- |  | --- |  |  |  |  |  |  | ----- | ---- |
| 1951 | W.J. / Maserati Race Cars | Maserati 8CTF |  | Rit |  |  |  |  |  |  | 0     |      |

| 1952 | Scuderia               | Vettura      |  |    |  |  |  |  |  |  | Punti | Pos. |
| ---- | ---------------------- | ------------ |  | -- |  |  |  |  |  |  | ----- | ---- |
| 1952 | McDowell/Roger Wolcott | Kurtis Kraft |  | 21 |  |  |  |  |  |  | 0     |      |

| Legenda | 1º posto     | 2º posto | 3º posto    | A punti         | Senza punti/Non class.  | Grassetto – Pole position Corsivo – Giro più veloce |
| Legenda | Squalificato | Ritirato | Non partito | Non qualificato | Solo prove/Terzo pilota | Grassetto – Pole position Corsivo – Giro più veloce |